# Kukačka madagaskarská
Kukačka madagaskarská (Cuculus rochii) je druh ptáka z řádu kukaček (Cuculiformes) a čeledi kukačkovitých (Cuculidae). Dorůstá 26–28 cm. Žije v lesích na Madagaskaru, odkud se v pohnízdním období většinově přesouvá do kontinentální Afriky. Náleží mezi tzv. obligátní hnízdní parazity; k nejčastěji vyhledávaným druhům hostitelů patří lejskovci, cistovník madagaskarský a timálie žlutavoprsá.